# NGC 3505
NGC 3505 = NGC 3508 = IC 2622 ist eine Spiralgalaxie mit ausgedehnten Sternentstehungsgebieten vom Hubble-Typ Sb im Sternbild Becher am Südsternhimmel. Sie ist schätzungsweise 193 Millionen Lichtjahre von der Milchstraße entfernt und hat einen Durchmesser von etwa 60.000 Lichtjahren.
Das Objekt wurde am 31. Dezember 1785 von Wilhelm Herschel mit einem 48-cm-Teleskop entdeckt.